# Фульдское аббатство
Имперское аббатство Святого Бонифация, Имперское аббатство Фульда — одно из богатейших аббатств средневековой Германии, с 774 года по 1802 год, имевшее статус имперского. 
В литературе встречается название Фульдское аббатство Аббатство основано на берегу реки Фульда 12 марта 744 года Стурмием — любимым учеником «апостола Германии» Бонифация, чей прах покоится в аббатстве. Вокруг монастыря со временем вырос город Фульда.

## Описание

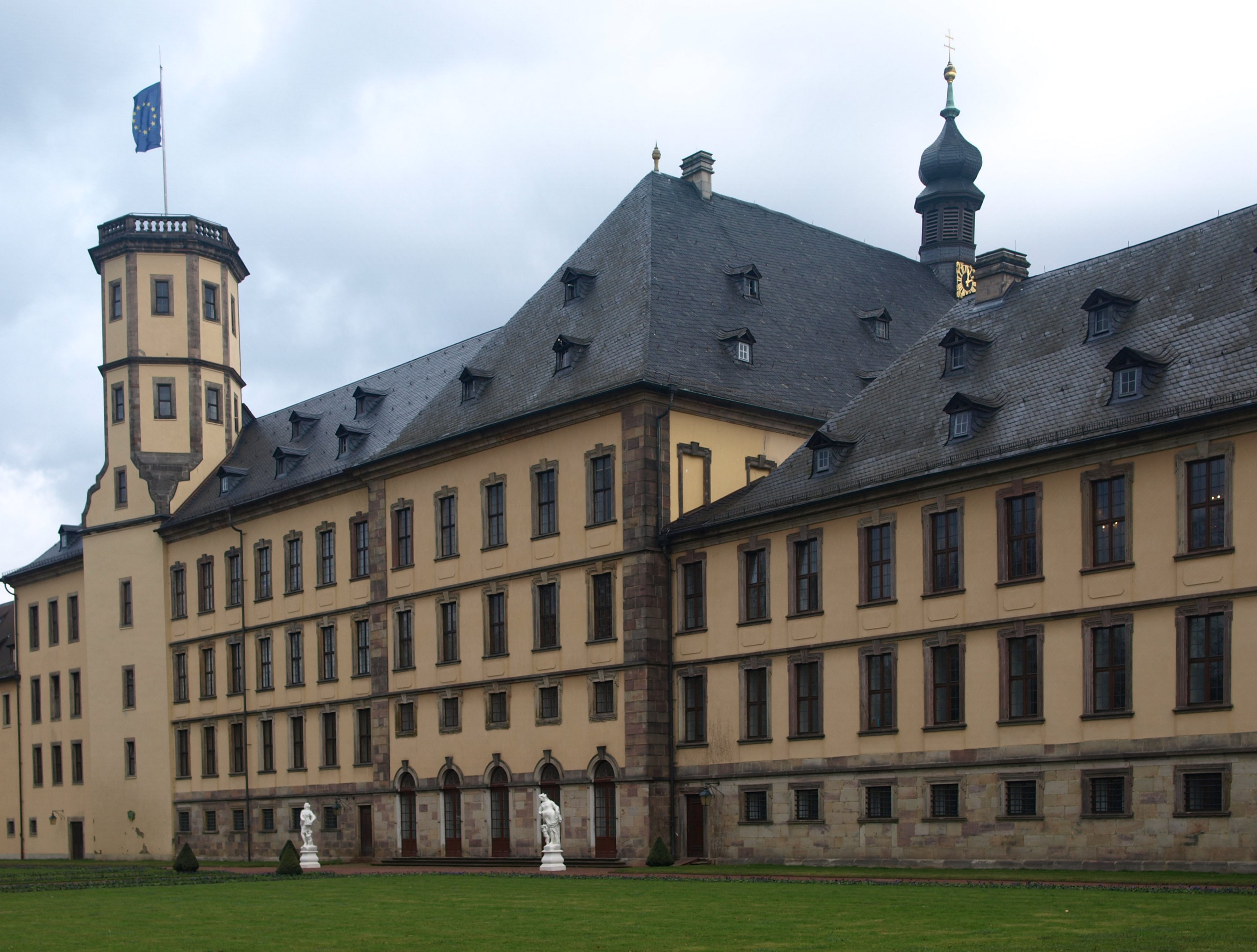
Резиденция князей-аббатов Фульды

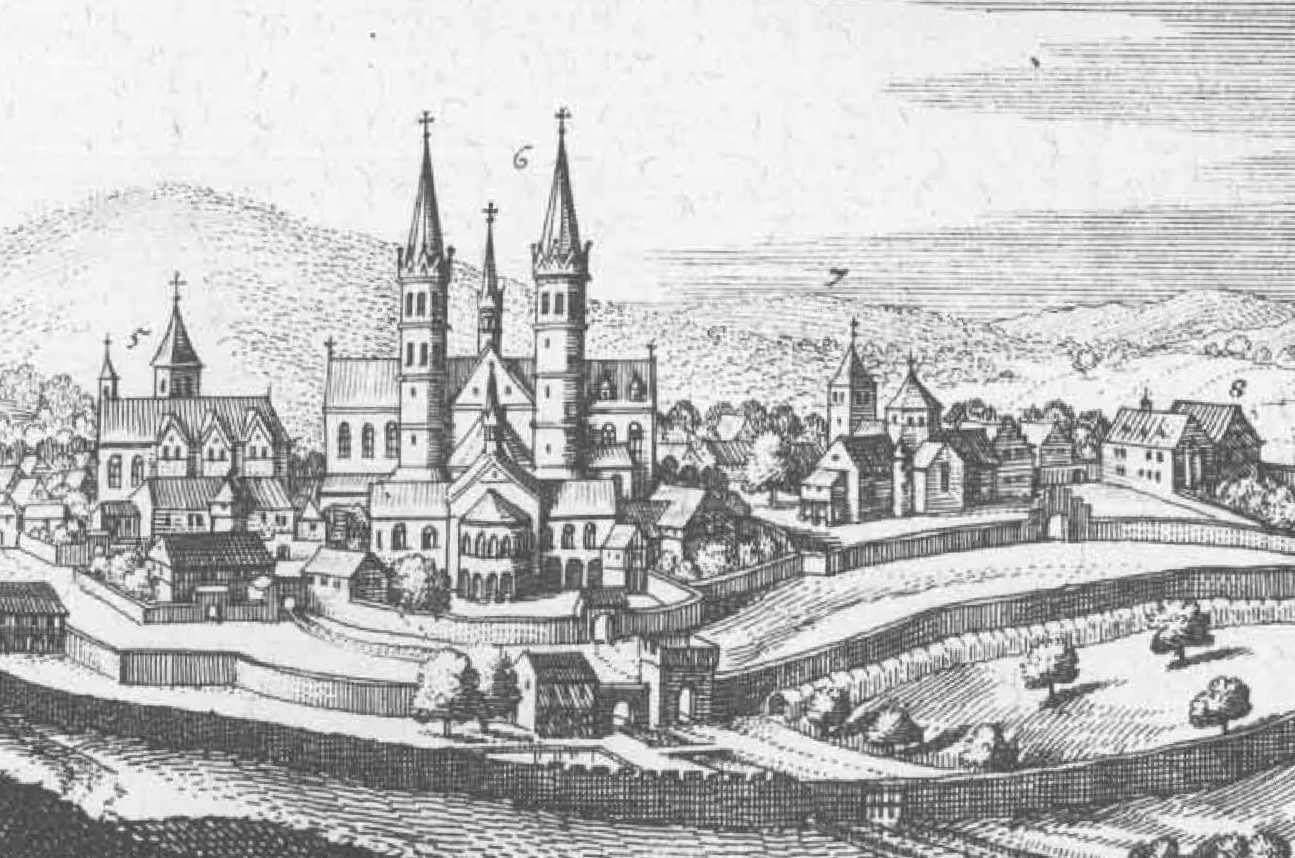
Гравюра с видом аббатства (1655)

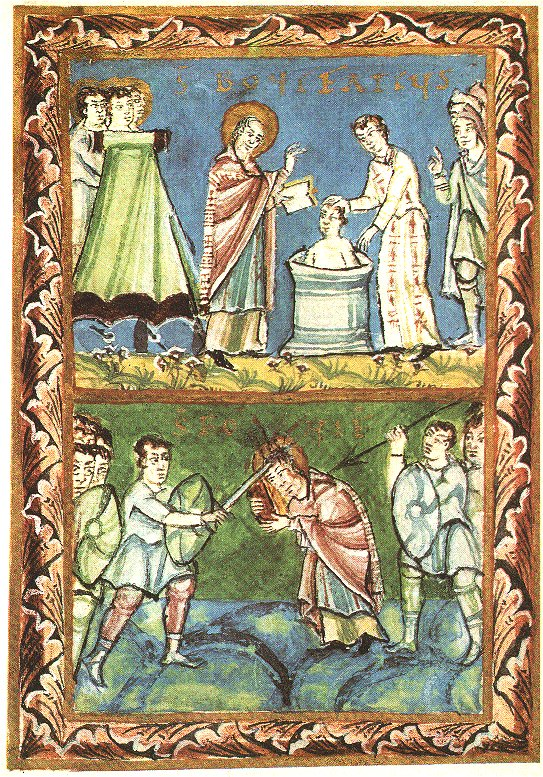
Миниатюры из Фульдского сакраментария (XI век)

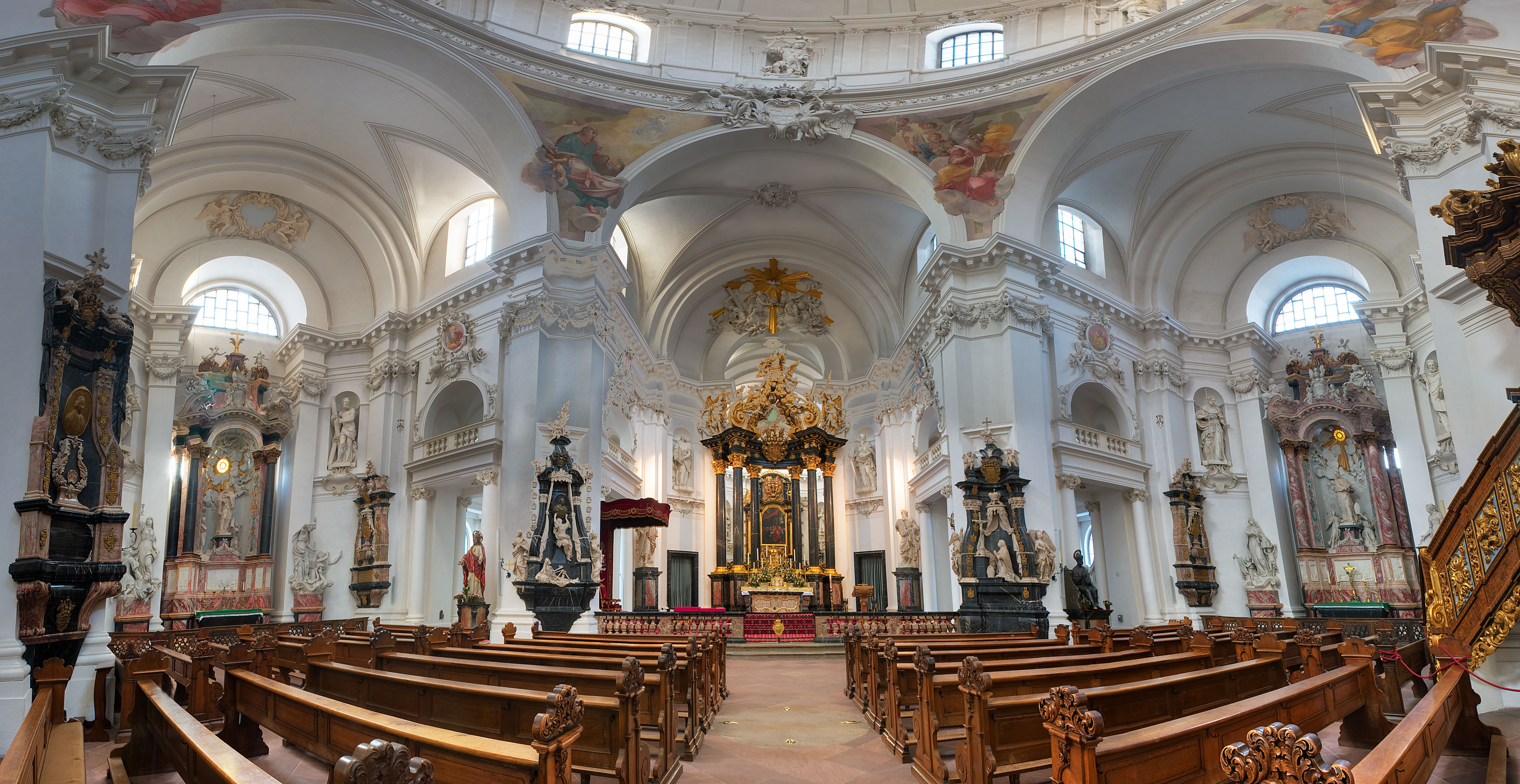
Интерьер «высокой церкви» аббатства

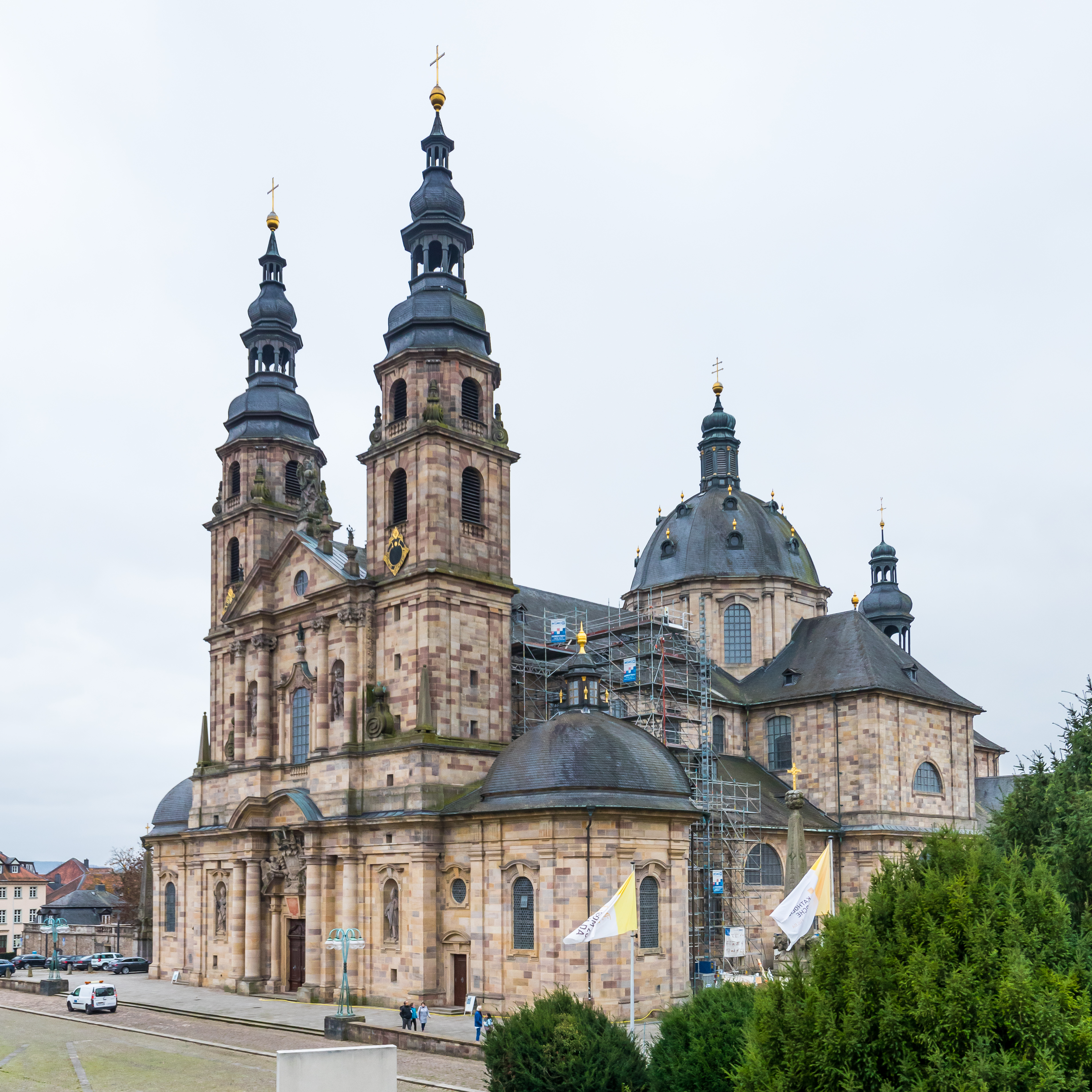
Аббатство после перестроек Динценгофера

Аббатство Фульда было основано в 744 году святым Стурмием, учеником святого Бонифация, став автономной единицей местной церкви и одним из центров христианской миссии в Германии. В монастыре был принят устав Святого Бенедикта. Уже при жизни св. Бонифация аббатство в Фульде обзавелось землями в Саксонии и Тюрингии. С 751 года аббат подчинялся не местному епископу, а напрямую папе римскому. К мощам св. Бонифация не иссякал поток пилигримов. При аббате Рабане Мавре в 822—844 гг. в монастырских стенах проживало свыше 600 монахов. К началу 820-х гг. восходит крипта, где хоронили братию (ныне церковь св. Михаила).
После мученической смерти св. Бонифация от рук язычников-фризов его мощи были перенесены в Фульду. Новые пожертвования позволили основать подворье в Хамельне. Святой Лулл, преемник святого Бонифация на кафедре Майнца, пытался подчинить аббатство своей юрисдикции, но без успеха, и по этой причине основал аббатство Херсфельд на границе с Фульдой.
Между 790 и 819 годами аббатство было реконструировано. Проект нового монастырского храма основывался на модели древней базилики Святого Петра в Риме — здания IV века, ныне снесённого. Мощи святого Бонифация, прозванного «апостолом Германии», были положены в крипте. Церковь была полностью перестроена в эпоху барокко. Недалеко от неё находилась небольшая часовня IX века постройки, позднее на этом месте был основан женский монастырь.
Фульда вошла в историю как один из центров каролингского возрождения: отсюда рассылались миссии по всей Саксонии. Монастырь славился библиотекой, где хранилось не менее 2000 рукописей, и скрипторием, где созданы Анналы святого Бонифация, содержащие информацию по истории Священной Римской империи. В настоящее время основная часть монастырских архивов хранится в Марбурге.
В X веке настоятель монастыря был признан главой всех бенедиктинцев Германии и Галлии. В XII веке аббаты исполняли функцию имперских канцлеров, а в 1220 г. Фридрих II закрепил за ними привилегии князей империи. Однако усиление майнцских архиепископов и Гессенского владетельного дома постепенно сделало Фульду пешкой в борьбе этих могущественных феодалов за господство в Среднем Порейнье.
В середине XV века монастырь теряет остатки былого политического значения, а в годы Крестьянской и Тридцатилетней войн подвергается неоднократному разграблению. После Реформации аббатство оказалось окружённым протестантскими землями. Соборная церковь 1294—1312 гг. в XVII веке подверглась поновлению, а в XVIII веке была выстроена заново в стиле зрелого барокко по проекту Иоганна Динценгофера.
В 1752 году аббатство стало центром одноимённой епархии. В 1730—1757 гг. для аббата-епископа Адольфа фон Дальберга в 4 км от Фульды была выстроена барочная резиденция — замок Фазанери. Семейство Дальбергов в лице Карла Теодора продолжало властвовать в Фульде и в эпоху Наполеоновских войн.
При секуляризации имперских владений в 1801 г. епископство Фульда и аббатство Корвей планировалось передать Вильгельму V Оранскому, однако в итоге Фульда вошла в состав королевства Вестфалия (1806) и великого герцогства Франкфуртского (1810). Решением Венского конгресса город Фульда и прочие владения епископа были приписаны к территории великого герцогства Гессенского. В МЭСБЕ сказано что аббатство в 1803 году было секуляризовано и в качестве княжества Фульда перешло к Нассау, затем великому герцогству Франкфуртскому, в 1815 году к Пруссии, 1816 году к Кургессену, и 1816 году опять к Пруссии.

## Князья-аббаты Фульды
Аббаты и с 1221 года Князья-аббаты Фульды, аббаты монастыря носили титул «Князь империи и заступник» («Reichsfürsten und Fürstäbte»), а в 1356 году сделались архиканцлерами императрицы:
| - Стурмий, Стурм или Штурм (744—779); - Баугульф (779—802); - Ратгар (802—817); - Айгиль (818—822); - Рабан Мавр (822—842); - Хатто I (842—856) - Тиото (856—869); - Зигихарт (869—891); - Хуогги (891—915); - Хельмфрид (915—916); - Хайко (917—923); - Хильтиберт (923—927); - Хадамар (927—956); - Хатто II (956—968); - Веринар (968—982); - Брантох I (982—991); - Хатто III (991—997); - Эркенбальд (997—1011); - Брантох II (1011—1013); - Поппо (1013—1018); - Рихард (1018—1039); - Зигиварт (1039—1043); - Роинг (1043—1047); - Эгберт (1047—1058); - Зигфрид (1058—1060); - Видерад фон Эппштайн (1060—1075); - Руотхарт (1075—1096); - Годефрид (1096—1109); - Вольфхельм (1109—1114); - Эрлоф фон Бергольц (1114—1122); - Ульрих фон Кемнатен (1122—1126); - Генрих I фон Кемнатен (1126—1132); - Берто I фон Шлиц (1132—1134); - Конрад I (1134—1140); - Алехольф (1140—1148); - Руггер I (1148); - Генрих II фон Бингартен (1148—1149); - Марквард I (1150—1165); - Гернот (1165); - Герман (1165—1168); - Бурхард фон Нюрингс (1168—1176); | - Руггер II (1176—1177); - Конрад II (1177—1192); - Генрих III фон Кронберг (1192—1216); - Гартман I (1216—1217); - Куно (1217—1221); - Конрад III фон Малькес (1221—1249); - Генрих IV фон Эртхаль (1249—1261); - Берто II фон Лайбольц (1261—1271); - Берто III фон Макенцель (1271—1272); - Берто IV фон Бимбах (1273—1286); - Марквард II фон Бикенбах (1286—1288); - Генрих V фон Вайльнау (1288—1313); - Эберхард фон Ротенштайн (1313—1315); - Генрих VI фон Хохенберг (1315—1353); - Генрих VII фон Кранлукен (1353—1372); - Конрад IV фон Ханау (1372—1383); - Фридрих I фон Ромрод (1383—1395); - Йоханн I фон Мерлау (1395—1440); - Герман II фон Бухенау (1440—1449); - Райнхард фон Вайльнау (1449—1472); - Йоханн II фон Хенненберг-Шлезинген (1472—1513); - Гартман II Киркберг (1513—1521/29); - Йоханн III фон Хенненберг-Шлезинген (1521/29 — 1541); - Филипп Шенк цу Швайнсберг (1541—1550); - Вольфганг Дитрих фон Озигхайм (1550—1558); - Вольфганг Шуцбар (1558—1567); - Филипп Георг Шенк цу Швайнсберг (1567—1568); - Вильгельм Гартман фон Клауэр цу Вора (1568—1570); - Бальтазар фон Дернбах (1570—1606); - Юлиус Эктер фон Меспельбрун (1576—1602); - Йоханн Фридрих фон Швальбах (1606—1622); - Йоханн Бернхард Шенк цу Швайнсберг (1623—1632); - Йоханн Адольф фон Хохенек (1633—1635); - Герман Георг фон Нойхоф (1635—1644); - Йоахим фон Гравенег (1644—1671); - Бернхард Густав фон Баден-Дурлах (1671—1677); - Плацидус фон Дросте (1678—1700); - Адальберт I фон Шлайфрас (1700—1714); - Константин фон Буттлар (1714—1726); - Адольф или Адольф фон Дальберг (1726—1737); - Аманд фон Бусек (1737—1756), с 1752 года князь-епископ. |  |